# سایلوام اسپرینگز، شهرستان هاول، میزوری
سایلوام اسپرینگز (به انگلیسی: Siloam Springs) یک منطقهٔ مسکونی در ایالات متحده آمریکا است که در میزوری واقع شده‌است. سایلوام اسپرینگز ۳۲۳٫۰۹ متر بالاتر از سطح دریا واقع شده‌است.